# Sein letztes Kommando (1941)
Sein letztes Kommando (Originaltitel: They Died with Their Boots On) ist eine US-amerikanische Filmbiografie über das Leben des amerikanischen Kavallerie-Generals George Armstrong Custer. Der von Raoul Walsh 1941 inszenierte Western kam am 14. November 1952 in einer um knapp eine Stunde gekürzten Fassung in die deutschen Kinos.

## Handlung
Eine Gruppe von Rekruten kommt 1857 zur Militärakademie West Point. Unter ihnen befindet sich ein auffallend gut gekleideter Mann mit langen Haaren. Sein Name ist George Armstrong Custer, der Ruhm im Kampf erlangen will. Als Abraham Lincoln zum US-Präsidenten gewählt wird, bricht der Amerikanische Bürgerkrieg aus. Custer will seinen Abschluss machen und am Krieg teilnehmen. Er lernt Elizabeth Bacon, genannt Libby, kennen, mit der er sich verabredet. Doch noch vor dem geplanten Treffen wird Custer, nach absolviertem Abschluss, nach Washington, D.C. beordert, um dort auf Einsatzbefehle zu warten. Das Warten wird für ihn zu einer Qual. Er wendet sich an Lieutenant General Winfield Scott, der ihn daraufhin zum 2. US-Kavallerieregiment versetzt.
Am 21. Juli 1861 nimmt er an der Schlacht von Bull Run teil. Custer hält sich nicht an seine Befehle, sondern greift den Feind direkt an. Er wird verwundet und erhält später eine Medaille. Custer will Libby endlich besuchen, doch auf dem Weg dorthin gerät er mit einem Mann in Streit. Bei Libby angekommen, ist diese sehr erfreut, ihn wiederzusehen, und will ihn ihrem Vater Samuel Bacon vorstellen. Custer erkennt in dem Vater den Mann wieder, mit dem er sich gestritten hat. Mr. Bacon wirft Custer aus dem Haus. Libby und Custer müssen sich nun geheim treffen. Er verspricht ihr, sie zu heiraten, wenn er General geworden ist.
Custer kehrt zu seinem Regiment zurück. Durch einen Fehler wird er zum General der Michigan-Brigade befördert. Bei der Schlacht von Gettysburg handelt Custer wieder eigenmächtig. Er verliert viele Männer, doch kann er die gegnerische Einheit abdrängen. Custer arbeitet weiter hart an seinem Erfolg. Nach Kriegsende willigt Libby in die Hochzeit mit Custer ein. Dem nun arbeitslosen Custer wird von einem ehemaligen Kadettenfreund, Ned Sharp, die Beteiligung an einer Gesellschaft angeboten, die das Dakota-Territorium erschließen soll. Custer merkt, dass er nur als Aushängeschild dienen soll, und lehnt ab.
Wieder ist es General Scott, diesmal auf Betreiben von Libby, der Custer von seiner Warterei erlöst. Scott beordert ihn zum Fort Abraham Lincoln in Dakota. Das Fort ist in einem schlimmen Zustand. Sharp hat dort eine Bar eröffnet. Die Soldaten sind meist betrunken, zudem werden aus der Handelsstation heraus Gewehre an Indianer verkauft. Custer schließt Bar und Handelsstation und diszipliniert seine Soldaten.
Die Indianer, Sioux unter ihrem Häuptling Crazy Horse, willigen ein, das Land zu verlassen, wenn ihnen erlaubt wird, das für sie heilige Land der Black Hills behalten zu können. Die Sharps hingegen planen den Bau einer Eisenbahnstrecke durch die Black Hills, um ihre Verluste im Fort zu kompensieren. Sie wollen zudem den ihnen unbequemen Custer loswerden. Custer beschuldigt Major Taipe, eine Falschmeldung über Goldfunde in den Bergen gegeben zu haben, daraufhin wird er vom Dienst suspendiert. Als die Indianer sich kampfbereit machen, wird Custer wieder als Kommandeur des 7. US-Kavallerieregiments eingesetzt.
Am 25. Juni 1876 kommt es zur Schlacht am Little Bighorn, bei der Custer ein Indianerdorf angreifen will. Die Indianer unter Crazy Horse und Sitting Bull besiegen Custer und sein Regiment. Libby kann einen Brief ihres Gatten vorzeigen, den er ihr vor seinem Tod geschrieben hat. In diesem Brief erneuert er die Beschuldigung gegen Taipe. Taipe wird abgesetzt, die Indianer kehren in die Black Hills zurück.

## Hintergrund
Der Film markiert den letzten gemeinsamen Filmauftritt von Errol Flynn und Olivia de Havilland, die in insgesamt acht Filmen zusammenarbeiteten. Für Sydney Greenstreet war es die zweite Rolle in einem Kinofilm. Eleanor Parker gab ihr Kinofilm-Debüt in einer nicht genannten Kleinrolle. Ebenfalls im Abspann nicht erwähnt wurden die Auftritte von Francis Ford, Bruder des Regisseurs John Ford, als Veteran und von Gig Young als Lieutenant Roberts. Eine Kleinrolle hatte der Olympiasieger im Fünf- und Zehnkampf bei den Olympischen Sommerspielen 1912 von Stockholm, Jim Thorpe, halb Ire, halb Indianer.
Hinter den Kulissen arbeitete der spätere Regisseur Don Siegel als Bühnenbildmonteur. Der musikalische Direktor des Films war Leo F. Forbstein, die Orchesterleitung übernahmen Hugo Friedhofer und Bernhard Kaun. Militärischer Berater war Lieutenant Colonel J. G. Taylor von der US-Army.
Das Budget der Produktion von Warner Bros. betrug 2,2 Millionen US-Dollar. Bei den Aufnahmen für die Schlacht am Little Bighorn starben zwei Stuntmen. Einer von ihnen, George Murphy, war nachweislich stark alkoholisiert, als er von einem Pferd fiel. Der andere, Jack Budlong, stürzte ebenfalls von einem Pferd und fiel unglücklicherweise in seinen Säbel. Nur 16 der Indianerkomparsen waren echte Sioux. Die anderen Darsteller der Indianer waren Filippinos.

## Historische Ungenauigkeiten
- Custer und Elizabeth Bacon lernten sich nicht in West Point kennen, sondern erst später im Jahr 1862.
- Bei der Schlacht von Bull Run war Custer Meldereiter, er kommandierte keine Truppen.
- Custer wurde nie mit Orden geehrt. Sein im Film nicht auftretender Bruder Thomas Custer, der nahezu die ganze Zeit unter ihm gedient hatte, war der höchstdekorierte Soldat des Bürgerkriegs.
- Bei der Schlacht am Little Bighorn wurden keine Säbel benutzt.
- Fast alle Indianer in der Endschlacht tragen einen Häuptlingskopfschmuck.

## Kritiken
„Historisch anfechtbare, heroisch romantisierende Westernbiografie mit monumentalen Schlachtszenen und patriotischer Gesinnung“, urteilte das Lexikon des internationalen Films. Prisma nannte den Film „ein packendes Porträt des Nordstaaten-Generals, der hier von Hollywood-Haudegen Errol Flynn gleich einem strahlenden Ritter gekonnt verkörpert wird“ und fand die „aufwändig in Szene gesetzten Schlachtbilder“ „besonders stark“.
Die Rheinische Post bezeichnete den Film als „Epos, das weniger an der Realität als an der Legendenbildung interessiert ist“. Dennoch sei dem „Regisseur und Westernspezialist Raoul Walsh ein packendes Porträt des Nordstaaten-Generals“ gelungen. Dieser sei zudem „von Hollywood-Haudegen Errol Flynn gleich einem strahlenden Ritter gekonnt verkörpert“ worden. Herausragend seien des Weiteren „die aufwändig in Szene gesetzten Schlachtbilder“.

## Deutsche Fassung
Die erste deutsche Synchronfassung entstand 1952 durch die Deutsche Mondial Film GmbH. Für das Fernsehen entstand 1998 eine zweite Synchronisation.
| Rolle                   | Darsteller            | Synchronsprecher 1952 | Synchronsprecher 1998 |
| ----------------------- | --------------------- | --------------------- | --------------------- |
| George Armstrong Custer | Errol Flynn           | Axel Monjé            | Sigmar Solbach        |
| Elizabeth Bacon         | Olivia de Havilland   | Bettina Schön         | Katharina Lopinski    |
| Ned Sharp               | Arthur Kennedy        | Erik Ode              | Fritz von Hardenberg  |
| California Joe          | Charley Grapewin      | –                     | Alwin Joachim Meyer   |
| Samuel Bacon            | Gene Lockhart         | –                     | Klaus Abrahamowski    |
| Crazy Horse             | Anthony Quinn         | –                     | Reinhard Brock        |
| Lt. Butler              | George P. Huntley Jr. | –                     | Hans-Rainer Müller    |
| Major Taipe             | Stanley Ridges        | Siegfried Schürenberg | Joachim Höppner       |
| General Sheridan        | John Litel            | Wolfgang Lukschy      | Erik Schumann         |
| William Sharp           | Walter Hampden        | –                     | Alexander Allerson    |
| General Scott           | Sydney Greenstreet    | –                     | Herbert Weicker       |
| Fitzhugh Lee            | Regis Toomey          | –                     | Ulrich Bernsdorff     |
| Callie                  | Hattie McDaniel       | –                     | Eva Gelb              |